# Abraham Boualo Kome
Abraham Boualo Kome (Loum, 2 luglio 1969) è un vescovo cattolico camerunese, dal 26 maggio 2012 vescovo di Bafang.

## Biografia
Jonas Dembélé a Sokoura è nato il 15 maggio 1963.

### Formazione e ministero sacerdotale
Dopo le scuole primarie, ha frequentato il seminario minore di Melong e il Collegio "Santi Pietro e Paolo" di Loum. Ha completato poi gli studi presso il seminario teologico di Nkongbodol a Douala. Ha conseguito la licenza in filosofia e scienze sociali presso l'Università Statale di Dachang.
L'11 dicembre 1999 è stato ordinato presbitero per la diocesi di Nkongsamba. In seguito è stato vicario parrocchiale della parrocchia della cattedrale dell'Immacolata Concezione a Nkongsamba e assistente diocesano della gioventù e dell'infanzia dal 1999 al 2000; prefetto della disciplina e degli studi nel seminario minore di Melong e cerimoniere diocesano dal 2000 al 2003; parroco della parrocchia di San Francesco Saverio a Kékem dal 2003 al 2006; vicario generale dal 2006 al 2011 e amministratore diocesano dal 2011 al 2012.

### Ministero episcopale
Il 26 maggio 2012 papa Benedetto XVI lo ha nominato primo vescovo della nuova diocesi di Bafang. Ha ricevuto l'ordinazione episcopale il 15 luglio successivo dall'arcivescovo Piero Pioppo, nunzio apostolico in Camerun e Guinea Equatoriale, co-consacranti l'arcivescovo metropolita di Douala Samuel Kleda e il vescovo di Bafoussam Dieudonné Watio.
Nel settembre del 2014 ha compiuto la visita ad limina.
Il 6 giugno 2017 papa Francesco lo ha nominato anche amministratore apostolico di Bafia.
Dal 3 maggio 2019 al 30 aprile 2022 è stato presidente della Conferenza episcopale nazionale del Camerun.

## Genealogia episcopale
La genealogia episcopale è:
- Cardinale Scipione Rebiba
- Cardinale Giulio Antonio Santori
- Cardinale Girolamo Bernerio, O.P.
- Arcivescovo Galeazzo Sanvitale
- Cardinale Ludovico Ludovisi
- Cardinale Luigi Caetani
- Cardinale Ulderico Carpegna
- Cardinale Paluzzo Paluzzi Altieri degli Albertoni
- Papa Benedetto XIII
- Papa Benedetto XIV
- Cardinale Enrico Enriquez
- Arcivescovo Manuel Quintano Bonifaz
- Cardinale Buenaventura Córdoba Espinosa de la Cerda
- Cardinale Giuseppe Maria Doria Pamphilj
- Papa Pio VIII
- Papa Pio IX
- Cardinale Gustav Adolf von Hohenlohe-Schillingsfürst
- Arcivescovo Salvatore Magnasco
- Cardinale Gaetano Alimonda
- Cardinale Agostino Richelmy
- Vescovo Giuseppe Castelli
- Vescovo Gaudenzio Binaschi
- Arcivescovo Albino Mensa
- Cardinale Tarcisio Bertone, S.D.B.
- Arcivescovo Piero Pioppo
- Vescovo Abraham Boualo Kome